# Olivia Gadecki
Olivia Gadecki (n. 24 aprilie 2002, Gold Coast, Queensland, Australia) este o jucătoare profesionistă australiană de tenis. Cea mai bună clasare a sa la simplu în clasamentul WTA, este locul 83 mondial, în octombrie 2024, iar la dublu locul 64 mondial, în iulie 2024. Din noiembrie 2024, ea este numărul 1 în Australia.